# Кубок Німеччини з футболу 1973—1974
Кубок Німеччини з футболу 1973—1974 — 31-й розіграш кубкового футбольного турніру в Німеччині, 22 кубковий турнір на території Федеративної Республіки Німеччина після закінчення Другої світової війни. У кубку взяли участь 32 команди. Переможцем кубка Німеччини вперше став Айнтрахт (Франкфурт-на-Майні).

## Регламент
Якщо матч закінчувався внічию, проводиться матч-перегравання. У випадку, якщо матч-перегравання закінчувався внічию, команди визначали переможця, пробиваючи пенальті (по 5 ударів кожна команда).

## Перший раунд
| Команда 1                            | Рахунок           | Команда 2                       |
| ------------------------------------ | ----------------- | ------------------------------- |
| 1 грудня 1973                        |                   |                                 |
| Ноєндорф (Кобленц) (2)               | 0:2               | Вупперталер                     |
| Шальке 04                            | 1:2               | Ваттеншайд 09 (2)               |
| Баварія                              | 3:1               | Дуйсбург                        |
| Армінія (Білефельд) (2)              | 2:1               | Алеманія (Аахен) (2)            |
| Нюрнберг (2)                         | 4:1               | Майнц 05 (2)                    |
| Ольденбург (2)                       | 0:6               | Боруссія (Менхенгладбах)        |
| Фортуна (Кельн)                      | 3:2 дч            | Штутгарт                        |
| Кайзерслаутерн                       | 5:3 дч            | Рот-Вайс (Ессен)                |
| Герта (Західний Берлін)              | 2:2 дч            | Фортуна (Дюссельдорф)           |
| Гамбург                              | 3:1               | Дармштадт 98 (2)                |
| Боруссія (Дортмунд)                  | 1:4               | Ганновер 96                     |
| Кікерс (Оффенбах)                    | 2:2 дч            | Хайльброн (2)                   |
| Гессен (Кассель) (2)                 | 2:1               | Бармбек-Уленгорст (Гамбург) (2) |
| Бохум                                | 2:2 дч            | Вердер                          |
| 2 грудня 1973                        |                   |                                 |
| Теніс Боруссія (Західний Берлін) (2) | 1:8               | Айнтрахт (Франкфурт-на-Майні)   |
| 3 грудня 1973                        |                   |                                 |
| Кельн                                | 2:0               | Айнтрахт (Брауншвейг)           |
| 4 грудня 1973 (перегравання)         |                   |                                 |
| Фортуна (Дюссельдорф)                | 1:1 дч (пен. 1:4) | Герта (Західний Берлін)         |
| 5 грудня 1973 (перегравання)         |                   |                                 |
| Вердер                               | 2:1               | Бохум                           |
| 11 грудня 1973 (перегравання)        |                   |                                 |
| Хайльброн (2)                        | 2:3 дч            | Кікерс (Оффенбах)               |

## Другий раунд
| Команда 1                     | Рахунок           | Команда 2                     |
| ----------------------------- | ----------------- | ----------------------------- |
| 15 грудня 1973                |                   |                               |
| Гессен (Кассель) (2)          | 2:3               | Айнтрахт (Франкфурт-на-Майні) |
| Ваттеншайд 09 (2)             | 1:0               | Герта (Західний Берлін)       |
| Кельн                         | 1:0               | Вупперталер                   |
| Вердер                        | 1:2               | Баварія                       |
| Боруссія (Менхенгладбах)      | 2:2 дч            | Гамбург                       |
| 19 грудня 1973                |                   |                               |
| Фортуна (Кельн)               | 0:0 дч            | Ганновер 96                   |
| 22 грудня 1973                |                   |                               |
| Армінія (Білефельд) (2)       | 1:1 дч            | Кайзерслаутерн                |
| Кікерс (Оффенбах)             | 3:2               | Нюрнберг (2)                  |
| 21 грудня 1973 (перегравання) |                   |                               |
| Гамбург                       | 1:1 дч (пен. 3:1) | Боруссія (Менхенгладбах)      |
| 29 грудня 1973 (перегравання) |                   |                               |
| Кайзерслаутерн                | 3:0               | Армінія (Білефельд) (2)       |
| Ганновер 96                   | 2:0               | Фортуна (Кельн)               |

## Чвертьфінали
| Команда 1                     | Рахунок | Команда 2         |
| ----------------------------- | ------- | ----------------- |
| 16 лютого 1974                |         |                   |
| Баварія                       | 3:2     | Ганновер 96       |
| Ваттеншайд 09 (2)             | 0:1 дч  | Гамбург           |
| Айнтрахт (Франкфурт-на-Майні) | 4:3 дч  | Кельн             |
| 23 лютого 1974                |         |                   |
| Кікерс (Оффенбах)             | 2:2 дч  | Кайзерслаутерн    |
| 6 березня 1974 (перегравання) |         |                   |
| Кайзерслаутерн                | 2:3 дч  | Кікерс (Оффенбах) |

## Півфінали
| Команда 1                     | Рахунок | Команда 2         |
| ----------------------------- | ------- | ----------------- |
| 11 квітня 1974                |         |                   |
| Гамбург                       | 1:0     | Кікерс (Оффенбах) |
| 13 квітня 1974                |         |                   |
| Айнтрахт (Франкфурт-на-Майні) | 3:2     | Баварія           |

## Фінал
| 17 серпня 1974 16:00 (CET) |

| Гамбург       | 1:3 дч   | Айнтрахт (Франкфурт-на-Майні)            |
| ------------- | -------- | ---------------------------------------- |
| Бйорнмосе 75' | Протокол | Трінклайн 40' Гельценбайн 95' Краус 115' |

| Рейнштадіон, Дюссельдорф Глядачів: 52 800 Арбітр: Ганс-Йоахім Вайланд |